# Grotnevel
De Grotnevel is een emissienevel in het sterrenbeeld Cepheus. De nevel ligt 2400 lichtjaar van de Aarde verwijderd.

## Synoniemen
Sh2-155, Caldwell 9